# Hopsin
Marcus Jamal Hopson, bekend als Hopsin (Los Angeles, 18 juli 1985), is een Amerikaanse rapper.

## Biografie
In 2007 kreeg Hopsin een recorddeal bij het label van Eazy-E; Ruthless Records. Bij dit label bracht hij zijn eerste album Gazing at the Moonlight uit maar al snel raakte Hopsin in conflict met Tomica Wright, de weduwe van Eazy-E. Hopsin voelde zich niet voldoende (financieel) gesteund. Hij verliet Ruthless en hij richtte zijn eigen onafhankelijke label Funk Volume op samen met Damien Ritter, broer van huidig Funk Volume-artiest SwizZz. 
Het conflict met Ruthless Records was een van zijn grootste inspiraties voor zijn tweede album Raw. Met Raw brak hij door in de undergroundscene door het veelvuldig op de korrel nemen van mainstream rappers als Lil Wayne, Drake, Bow Wow, Soulja Boy, etc. Op Raw staan de nummers Sag My Pants en Nocturnal Rainbows.
Nadat hij op zijn tour was, bracht Hopsin in de zomer van 2011 zijn vierde nummer in zijn "Ill mind of Hopsin"-reeks waarin hij Tyler, The Creator op de korrel neemt.
In 2013 is het album Knock Madness uitgekomen met een nieuwe hit: I Need Help. Hopsin heeft zijn bekende lenzen niet meer in bij optredens. Dit om zich een ander, serieuzer imago aan te meten. 
Op 6 januari 2016 kondigde Hopsin aan te vertrekken bij Funk Volume. Dit vanwege een financieel conflict met Dame Ritter. Hierop richtte hij een nieuw label op genaamd Undercover Prodigy. Hierop begon hij meteen te werken aan Ill Mind Of Hopsin VIII. Op 21 april 2016 bracht hij zijn nieuwste single genaamd "Bout the Business" uit, een trap-nummer waarmee hij definitief wil doorbreken.
In maart 2022 bracht hij het nummer Rebirth uit. De muziekvideo speelt zich af in Amsterdam.

## Discografie
Studioalbums
- Gazing at the Moonlight (2009)
- Raw (2010)
- Knock Madness (2013)
- Pound Syndrome (2015)
- No Shame (2017)

- Gemeinsame Normdatei: 1131393279
- Library of Congress Control Number: no2012001281
- MusicBrainz: d4fde760-6aaf-4cbb-9736-1ae22f8a1b0d
- Virtual International Authority File: 228414064
- WorldCat: E39PBJkHkyfVxYhqk9PQBfXyBP